# 穴観音古墳
穴観音古墳（あなかんのんこふん）は、大分県日田市内河野にある古墳である。1933年（昭和8年）2月28日に国の史跡に指定された。

## 立地と概要
日田盆地を流れる三隈川（筑後川上流部）左岸の台地に位置する、6世紀末 - 7世紀初頭の築造と推定される装飾古墳である。この地域には旧石器時代から古墳時代にかけての遺跡が集積しており、全体としては長者原遺跡（ちょうじゃばるいせき）の名でも知られている。本古墳は、北側約700メートルにあるガランドヤ古墳や近隣の法恩寺山古墳群とともに、筑後川流域の装飾古墳文化圏に属するものと考えられている。

## 墳形・墳丘規模・内部構造
穴観音古墳は、直径10メートル、高さ約2メートルの墳丘を持つ円墳である。石室は、複室構造の横穴式石室で、南に開口している。現存する石室は、羨道部を失っており、全長7.2メートル。後室は、奥行3メートル、幅2.3メートル、前室は奥行2.6メートル、幅2メートルである。装飾は、後室の奥壁と右側壁、前室の左右側壁に、赤と緑の2色を用いて描かれている。このうち、後室の奥壁には、同心円文や連続三角文の幾何学的文様が、右側壁には円文や鳥が描かれ、前室の左右側壁には、同心円文、舟、両手足を広げた人物が描かれている。前室の同心円文や舟は輪郭線の内部が窪められているが、このような手法はこの地域では一般的でなく、彫刻文様が多い肥後地方の古墳の影響である可能性がある。